# 시티홀 (영화)
《시티 홀》(영어: City Hall)은 미국에서 제작된 1996년 정치 스릴러 영화이다. 해럴드 베커가 연출하고 제작에도 참여하였다. 알 파치노, 존 큐색, 브리짓 폰다 등이 출연하였다.

## 출연진
- 알 파치노
- 존 큐색
- 브리짓 폰다
- 대니 아이엘로
- 데이비드 페이머
- 마틴 랜다우
- 앤서니 프랜시오사
- 리처드 시프
- 로런 벨레스
- 존 핀
- 존 슬래터리
- 스탠리 앤더슨
- 네스터 서라노
- 래리 로마노
- 에드 코치
- 린지 덩컨

## 기타 제작진
- 협력 제작: 엘리자베스 캐럴, 토머스 맥
- 미술: 제인 머스키
- 의상: 리처드 호넝

## 우리말 녹음
SBS 성우진 (2001년 9월 16일)
- 배한성 - 존 패퍼스(알 파치노)
- 안지환 - 케빈 캘훈(존 큐색)
- 이선 - 메리베스(브리짓 폰다)
- 김민규
- 박상일
- 김태연
- 박신영
- 황정란
- 이호인
- 김익태
- 이재용
- 김관진
- 김영진
- 안현서